# Codice delle leggi antimafia
Il codice delle leggi antimafia è un atto normativo della Repubblica Italiana, emanato con decreto legislativo 6 settembre 2011, n. 159, al fine di coordinare la normativa riguardante il contrasto al fenomeno della mafia in Italia.

## Storia
Sino alla seconda metà del XX secolo venne emanata una legislazione per il contrasto alla mafia in Italia, peraltro molto frammentata; tra le normative principi vi erano la legge 31 maggio 1965, n. 575 - una delle prime norme a trattare il tema - il decreto legge 6 settembre 1982 n. 629 - convertito nella legge 726 del 12 ottobre 1982 - istituti dell'"Alto commissario per il coordinamento della lotta contro la delinquenza mafiosa" istituito dopo la strage di via Carini a Palermo e la legge 13 settembre 1982, n. 646 sulla confisca dei beni. 
Durante il governo Berlusconi IV, con l'emanazione della legge delega 13 agosto 2010, n. 136, il governo italiano venne delegato ad emanare un decreto legislativo con il compito di effettuare una completa ricognizione delle norme antimafia di natura penale, processuale e amministrativa, nonché la loro armonizzazione e coordinamento; in attuazione di tale delega venne emanato il codice. La norma è stata poi modificata dalla legge 24 dicembre 2012 n. 228 (legge di stabilità per l'anno 2013.)

## Struttura

### LIBRO I - Le misure di prevenzione
- Titolo I - LE MISURE DI PREVENZIONE PERSONALI.
  - Capo I - Le misure di prevenzione personali applicate dal questore (articoli da 1 a 3)
  - Capo II - Le misure di prevenzione personali applicate dall'autorità giudiziaria
    - Sezione I - Il procedimento applicativo (articoli da 4 a 9)
    - Sezione II - Le impugnazioni (articolo 10)
    - Sezione III - L'esecuzione (articoli da 11 a 15)
- Titolo II - LE MISURE DI PREVENZIONE PATRIMONIALI
  - Capo I - Il procedimento applicativo (articoli da 16 a 26)
  - Capo II - Le impugnazioni (articolo 27)
  - Capo III - La revocazione della confisca (articolo 28)
  - Capo IV - Rapporti con i procedimenti penali (articoli 29 e 30)
  - Capo V - Le misure di prevenzione patrimoniali diverse dalla confisca (articoli da 31 a 34)
- Titolo III - L'AMMINISTRAZIONE, LA GESTIONE E LA DESTINAZIONE DEI BENI SEQUESTRATI E CONFISCATI
  - Capo I - L'amministrazione dei beni sequestrati e confiscati (articoli da 35 a 39)
  - Capo II - La gestione dei beni sequestrati e confiscati (articoli da 40 a 44)
  - Capo III - La destinazione dei beni confiscati (articoli da 45 a 49)
  - Capo IV - Regime fiscale dei beni sequestrati o confiscati (articoli 50 e 51)
- Titolo IV - LA TUTELA DEI TERZI E I RAPPORTI CON LE PROCEDURE CONCORSUALI
  - Capo I - Disposizioni generali (articoli da 52 a 56)
  - Capo II - Accertamento dei diritti dei terzi (articoli da 57 a 62)
  - Capo III - Rapporti con le procedure concorsuali (articoli da 63 a 65)
- Titolo V - EFFETTI, SANZIONI E DISPOSIZIONI FINALI
  - Capo I - Effetti delle misure di prevenzione (articoli da 66 a 69)
  - Capo II - La riabilitazione (articolo 70)
  - Capo III - Le sanzioni (articoli da 71 a 76)
  - Capo IV - Disposizioni finali (articoli da 77 a 81)

### LIBRO II - Nuove disposizioni in materia di documentazione antimafia
- Capo I - Disposizioni di carattere generale (articoli 82 e 83)
- Capo II - Documentazione antimafia (articoli da 84 a 86)
- Capo III - Comunicazioni antimafia (articoli da 87 a 89-bis)
- Capo IV - Informazioni antimafia (articoli da 90 a 95)
- Capo V - Banca dati nazionale unica della documentazione antimafia (articoli da 96 a 99-bis)
- Capo VI - Disposizioni concernenti gli enti locali sciolti ai sensi dell'articolo 143 del decreto legislativo 18 agosto 2000, n. 267 (articoli 100 e 101)

### LIBRO III - Attività informative ed investigative nella lotta contro la criminalità organizzata. Agenzia nazionale per l'amministrazione e la destinazione dei beni sequestrati e confiscati alla criminalità organizzata.
- Titolo I - ATTIVITA' INFORMATIVE ED INVESTIGATIVE NELLA LOTTA CONTRO LA CRIMINALITA' ORGANIZZATA Capo I - Direzione distrettuale antimafia e Direzione nazionale antimafia (articoli da 102 a 106) Capo II - Consiglio generale per la lotta alla criminalità organizzata e Direzione investigativa antimafia (articoli da 107 a 109)
- Titolo II - L'AGENZIA NAZIONALE PER L'AMMINISTRAZIONE E LA DESTINAZIONE DEI BENI SEQUESTRATI E CONFISCATI ALLA CRIMINALITA' ORGANIZZATA (articoli da 110 a 114)